# Тазрук
Тазрук (араб. تاظروك‎) — город и коммуна в юго-восточной части Алжира, в вилайете Таманрассет. Административный центр округа Тазрук.

## Географическое положение
Город находится на юго-востоке вилайета, в пределах центральной части Сахары, в национальном парке Ахаггар, на расстоянии приблизительно 1500 километров к юго-юго-востоку (SSE) от столицы страны Алжира. Абсолютная высота — 1825 метров над уровнем моря. 

Коммуна Тазрук граничит с коммунами Идлес, Таманрассет, Ин-Геззам, а также с территорией вилайета Иллизи и территорией Республики Нигер. Её площадь составляет 76 125 км².

## Климат
Климат города характеризуется как аридный жаркий (BWh в классификации климатов Кёппена). Осадки в течение года практически отсутствуют (среднегодовое количество — 55 мм). Средняя годовая температура составляет 19 °C. Средняя температура самого холодного месяца (января) составляет 8,9 °С, самого жаркого месяца (июля) — 26,9 °С.

## Население
По данным официальной переписи 2008 года численность населения коммуны составляла 4091 человек. Доля мужского населения составляла 49,9 %, женского — соответственно 50,1 %. Уровень грамотности населения составлял 71,7 %. Уровень грамотности среди мужчин составлял 84 %, среди женщин — 58,7 %. 3 % жителей Тазрука имели высшее образование, 12,2 % — среднее образование.